# Berenguer d'Entença
Pour les articles homonymes, voir Berenguer.

Armoiries de la maison d'Entença

Berenguer d'Entença (XIIIe / XIVe siècles), beau-frère de l'amiral Roger de Lauria, qui avait épousé l'une de ses sœurs, est un chevalier aragonais. Il prend part aux hostilités opposant Aragonais et Angevins en Calabre et en Sicile, jusqu'à la signature de la Paix de Caltabellotta en 1302.
Il rejoint les Catalans en Orient à la fin d'octobre 1304, alors que la Grande compagnie, présente dans l'Empire byzantin depuis le mois de septembre 1303, a déjà chassé les Turcs d'Anatolie. Considéré comme un grand soldat, il est reçu avec enthousiasme à Gallipoli par tous les Almogavres, ce qui indispose contre lui Bernat de Rocafort, l'un des chefs de la Compagnie.
Roger de Flor, qui se trouve alors à Constantinople, lui demande de le rejoindre et fait en sorte que l'empereur Andronic II Paléologue lui donne son titre de « Mégaduc », c'est-à-dire amiral de la flotte byzantine, pour prendre lui-même celui de César de l'Empire. Berenguer d'Entença arrive alors avec trois cents chevaliers et un millier d'Almogavres, voyageant sur neuf galères qui s'ajoutent ainsi à la flotte basée à Gallipoli.
Berenguer d'Entença devient le chef des Almogavres après l'assassinat de Roger de Flor à Andrinople et, en représailles, déclare la guerre à l'empereur Andronic. Les Almogavres attaquent l'Empire byzantin, rasant tout sur leur passage jusqu'aux portes de Constantinople. Lors de l'attaque  des Turcopoles, des Alains et des Byzantins envoyés par Michel IX Paléologue, fils de l'empereur, Berenguer décide alors de retourner en Catalogne pour ramener de nouvelles troupes, mais il est capturé par des Génois. Le roi Jacques II d’Aragon ayant obtenu sa libération, il retourne à Gallipoli en 1306, amenant avec lui de nouvelles troupes. Mais Bernat de Rocafort refuse de reconnaître son autorité, suivi en cela par une bonne partie des Almogavres. La jalousie de Rocafort a pour épilogue la mort d'Entença, qui, en 1307, périt « accidentellement » des mains des hommes de Rocafort.